# Leon Brittan

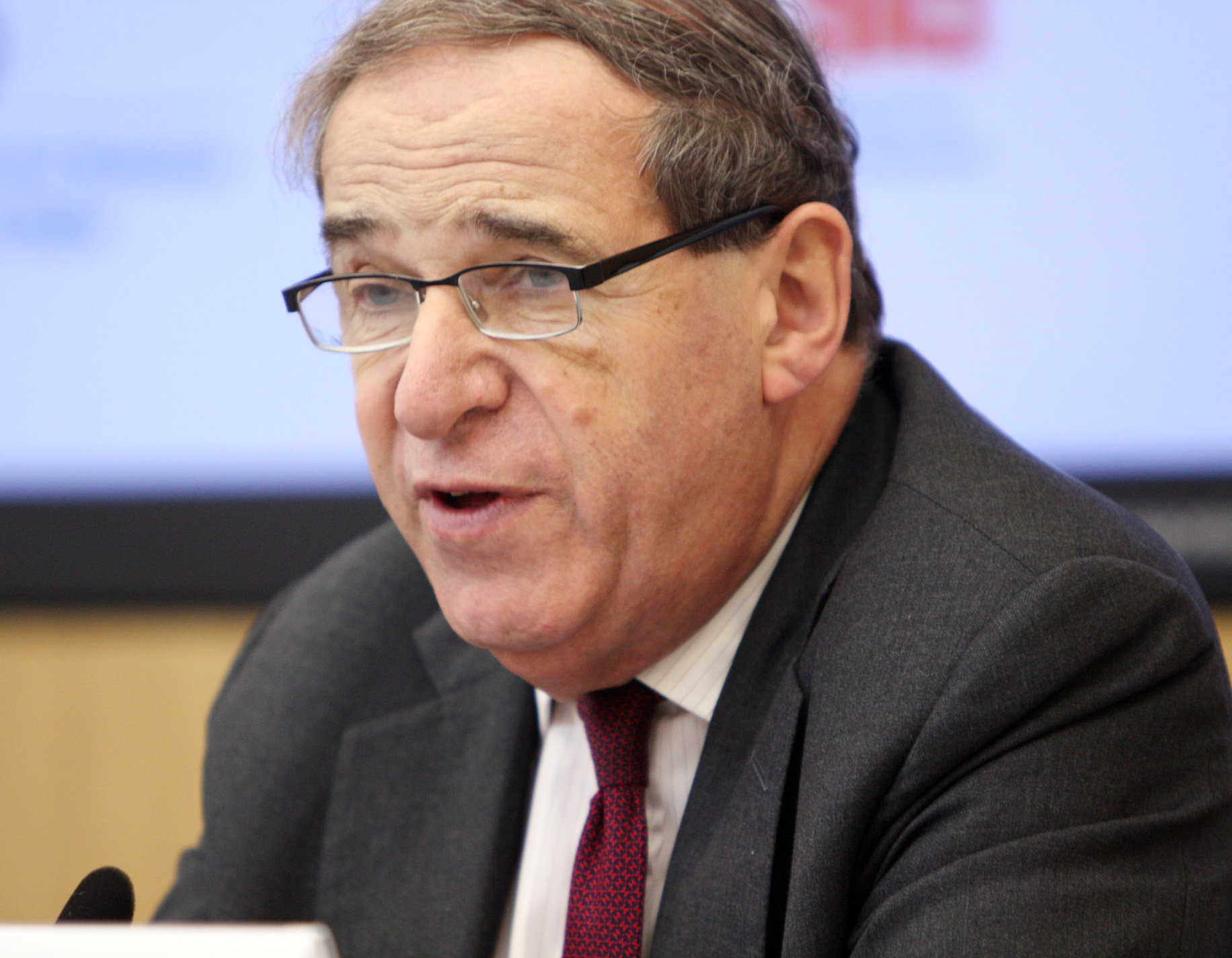
Leon Brittan (2011)

Leon Brittan, Baron Brittan of Spennithorne, PC (* 25. September 1939 in London; † 21. Januar 2015 ebenda) war ein Barrister, britischer konservativer Politiker, Mitglied des britischen Parlaments, der britischen Regierung und der Europäischen Kommission. Sein Bruder ist der frühere Herausgeber und Journalist der Financial Times Sir Samuel Brittan.

## Leben
Brittan erhielt seine Ausbildung an der Haberdashers’ Aske’s Boys’ School und studierte später am Trinity College in Cambridge, wo er Präsident der Cambridge Union Society wurde und sein Examen als Master ablegte. Später studierte er an der Yale University als Henry Fellow. 1962 erhielt er seine Anwaltszulassung und begann eine Karriere als Rechtsanwalt.
Nachdem er sich 1966 und 1970 vergeblich um den Wahlkreis Kensington North beworben hatte, wurde er bei den Unterhauswahlen im Februar 1974 im Wahlkreis Cleveland and Whitby gewählt, gehörte dem Ausschuss für Beschäftigung in seiner Partei an und wurde 1976 Sprecher der Opposition. In seiner Partei zeichnete er verantwortlich für die Dezentralisierung. 1978 wurde er zum Kronanwalt berufen.
Von 1979 bis 1981 bekleidete er das Amt eines Staatsministers im Innenministerium und wechselte danach in das Amt des Staatssekretärs im Schatzamt, eine Position, die bereits dem britischen Kabinett angehört. 1981 wurde Brittan zudem Mitglied des Kronrats. 1983 wechselte er seinen Wahlkreis und trat erfolgreich im Wahlkreis Richmond, in der Grafschaft Yorkshire, an. Von 1983 bis 1985 war er Innenminister im Kabinett von Margaret Thatcher. Danach wurde er von Thatcher in das Industrie- und Handelsministerium berufen. Als Industrieminister trat er Anfang 1986 zurück: Er stolperte in der Westland-Affäre, wo er wie Thatcher für die Fusion des letzten britischen Hubschrauberherstellers Westland Aircraft mit dem amerikanischen Konkurrenten Sikorsky eintrat, weil öffentlich wurde, dass er ein kritisches Dossier über Verteidigungsminister Michael Heseltine der Presse zugespielt hatte, der in der Sache Westland eine andere Strategie verfolgte.
1988 wurde er Dozent am Institut für politische Wissenschaften. Er legte sein Abgeordnetenmandat nieder, als er ab 1989 bis 1993 und von 1995 bis 1999 als Vizepräsident der Europäischen Kommission angehörte. 1993 bis 1994 war er als Kommissar für die Außenwirtschafts- und Handelspolitik der Europäischen Kommission verantwortlich. In seiner Amtszeit ventilierte er gelegentlich das Projekt einer gemeinsamen europäisch-amerikanischen Freihandelszone. Als technische Handelshemmnisse sah er dabei schon einmal Schutzbestimmungen im Gesundheits-, Umwelt- und Sozialsektor an. Von 1995 bis 1999 gehörte Brittan als Handelskommissar der Europäischen Kommission von Jacques Santer an, die 1999 wegen massiver Korruptionsvorwürfe zurücktreten musste.
2000 wurde er von der britischen Königin zu einem Life Peer als Baron Brittan of Spennithorne, of Spennithorne im County of North Yorkshire ernannt und gehörte seitdem dem House of Lords an. Er war Vize-Vorsitzender (Vice Chairman) der UBS AG Investment Bank sowie als Rechtsberater für Unilever und als Consultant der Rechtsanwaltskanzlei Herbert Smith tätig.
Brittan war verheiratet und hatte zwei Stieftöchter.

## Ermittlungen gegen den Westminster Paedophile Ring
In seiner Funktion als Innenminister erhielt er von Geoffrey Dickens, einem Unterhausabgeordneten der Konservativen, im November 1983 ein Dossier mit Namen von hochrangigen Politikern, die des Kindesmissbrauchs beschuldigt werden. Im März 1984 teilte Brittan Dickens mit, dass das Dossier vom Crown Prosecution Service begutachtet worden sei und nun an die Polizei weitergeleitet worden sei. In der Folge werden keine Untersuchungen durch die Polizei bekannt und es wird in keinem Fall ein Verfahren gegen eine der beschuldigten Personen eröffnet. Im Rahmen der Untersuchung der Vorwürfe des Kindesmissbrauchs gegen Jimmy Savile werden die Vorwürfe es habe eine Gruppe von hochrangigen Männer im Parlament und dessen Umfeld gegeben, die ebenfalls Kinder missbrauchten, erneut in der Öffentlichkeit laut. Die Polizei leitet eine formelle Untersuchung ein, in der auch Leon Brittan über die Vorgänge in den 80er Jahren befragt wird. Das ursprünglich von Geoffrey Dickens verfasste Dossier war 2014 nicht mehr auffindbar und Brittan ändert seine Angaben, was genau mit der Ausarbeitung geschehen ist zweimal. Diese Vorgänge lassen Stimmen laut werden, die Vorwürfe seien absichtlich verschleiert worden. Im November 2014 wird von Peter Wanless, dem Leiter der britischen Kinderschutzorganisation NSPCC der sogenannte Wanless Report vorgelegt, auf dessen Grundlage der Originalbericht von Geoffrey Dickens als „verloren gegangen“ betrachtet wird. Bisher nicht bekannt, konnte dabei aber festgestellt werden, dass Dickens Brittan mehrmals neben der Übergabe des Dossiers aufgefordert hatte, gegen eine als Paedophile Information Exchange (PIE) bekannte Gruppe vorzugehen. Es konnte durch die neue Untersuchung von Peter Wanless zwar die Vernichtung von Akten aus dem Zusammenhang mit der Affäre aufgedeckt werden, doch eine Anzeichen für eine systematische Vertuschung der Vorgänge im Innenministerium konnte nicht festgestellt werden, aber der zwischenzeitlich in Verdacht an der Beteiligung an Vertuschung geratene Inlandsgeheimdienst MI5 wurde entlastet. Die Innenministerin Theresa May wollte trotz des Berichts nicht ausschließen, dass die Ermittlungen gegen die damals Beschuldigten vom Innenministerium beeinflusst worden waren und veranlasste eine weitere Untersuchung.

## Sonstiges
2012 wirkte er als Zeitzeuge in dem Dokumentarfilm „The Brussels Business – Wer steuert die Europäische Union?“ mit. Seine Aussagen basierten auf seinen Erfahrungen als EU-Handelskommissar von 1993 bis 1999.